# 크리스마스 캐롤 (2009년 영화)
《크리스마스 캐롤》(영어: A Christmas Carol 혹은 영어: Disney's A Christmas Carol)은 미국에서 제작된 로버트 저메키스 감독의 2009년 크리스마스 판타지 애니메이션 영화이다. 짐 캐리 등이 출연하였고, 잭 랩키 등이 제작에 참여하였다.

## 줄거리
에비니저 스크루지는 빅토리아 시대 런던에 사는 탐욕스럽고 돈에 인색하며 외로운 고리대금업자로, 크리스마스의 즐거움에 동참하기를 거부한다. 1843년 크리스마스 이브, 그는 명랑한 조카 프레드의 연례 크리스마스 만찬 파티 초대를 거절하고, 자선 기금을 모금하는 두 신사를 해고한다. 충성스러운 직원 밥 크래칫은 가족과 시간을 보내기 위해 크리스마스 당일에 쉬기를 요청하고, 스크루지는 마지못해 동의한다. 그날 밤, 스크루지는 집에서 7년 전에 죽은 사업 파트너 제이콥 말리의 족쇄에 묶인 유령을 만난다. 말리는 스크루지에게 그의 방식을 회개하지 않으면 더 나쁜 운명을 겪을 것이라고 경고하며, 세 영혼이 세 밤에 걸쳐 그를 찾아올 것이라고 말한다.
한 시에 스크루지는 촛불 같은 과거의 크리스마스 유령에게 방문을 받는다. 이 유령은 스크루지에게 그의 어린 시절, 예를 들어 외로운 기숙학교 시절, 사랑하는 여동생 팬과의 관계, 그리고 친절한 페지위그 밑에서 견습생으로 일하던 시절의 모습을 보여준다. 젊은 스크루지는 벨이라는 젊은 여인을 만나 사랑에 빠지지만, 부를 축적하려는 그의 집착이 그들을 갈라놓는다. 스크루지는 유령의 불꽃을 끄고 집으로 돌아온다.
스크루지는 이어서 즐거운 현재의 크리스마스 유령을 만나는데, 이 유령은 다른 사람들이 크리스마스에 어떻게 즐거움을 찾는지를 보여준다. 스크루지와 유령은 밥의 집을 방문하여 그의 가족이 작은 저녁 식사와 초라한 집에 만족하고 있음을 알게 된다. 스크루지는 밥의 병든 아들 타이니 팀을 불쌍히 여기는데, 빠르게 늙어가는 유령은 그가 다음 크리스마스까지 살아남지 못할 수도 있다고 언급한다. 그들은 이어서 프레드의 집을 방문하는데, 프레드는 그의 인색함과 전반적인 악의에도 불구하고 손님들이 스크루지에게 건배를 들게 한다. 유령이 사라지기 전에 그는 스크루지에게 "무지"와 "결핍"이라는 악을 보여준다.
미래의 크리스마스 유령은 스크루지를 미래로 데려가는데, 그곳에서는 최근의 죽음에 대해 런던 주민들이 전혀 동정심을 보이지 않는다. 유령에게 런던 전역을 쫓긴 후, 스크루지는 그의 청소부인 딜버 부인이 사망한 사람의 소유물을 올드 조라는 장물아비에게 넘기는 것을 본다. 스크루지는 죽은 자의 시신을 보지만 그의 얼굴을 보기를 거부한다. 죽음으로 인해 안도하는 한 부부를 본 후, 스크루지는 죽음과 관련된 부드러움을 보고 싶어한다. 유령은 스크루지에게 크래칫 가족의 집을 보여주는데, 그곳에서 그는 밥과 그의 가족이 타이니 팀의 죽음을 애도하고 있는 것을 본다. 죽은 남자의 신원을 명확히 하기 위해 스크루지는 묘지로 끌려가는데, 유령은 스크루지의 이름이 새겨진 방치된 무덤과 그가 알 수 없는 (아마도 임박한) 해의 크리스마스에 죽을 것이라고 지적한다. 스크루지는 지옥의 불꽃 위 자신의 빈 관으로 떨어지기 전에 자신의 방식을 바꾸겠다고 필사적으로 맹세하지만, 현재 자신의 침실로 돌아온 자신을 발견한다.
크리스마스 당일임을 깨달은 즐거워하는 스크루지는 런던 전역에 행복과 기쁨을 퍼뜨리기 시작한다. 그는 익명으로 크래칫 가족에게 칠면조 만찬을 보내고, 통통한 신사를 찾아 자선 단체에 기부하기로 동의하며, 따뜻하게 환영받는 프레드의 크리스마스 만찬에 참석한다. 다음날 스크루지는 밥의 봉급을 인상하고 크래칫 가족에 대한 지원을 약속한다. 스크루지는 타이니 팀의 아버지 같은 존재가 되는데, 타이니 팀은 병을 극복하고 건강을 회복하며, 이제 모든 사람을 친절함, 관대함, 연민으로 대하며 크리스마스 정신을 구현한다.

## 출연
- 짐 캐리 - 에비니저 스크루지 / 크리스마스 과거 유령 / 크리스마스 현재 유령 / 크리스마스 미래 유령 역
- 게리 올드먼 - 밥 크래칫 / 제이컵 말리 / 타이니 팀 역
- 콜린 퍼스 - 프레드 역
- 밥 호스킨스 - 나이절 페지위그 역
- 로빈 라이트 펜 - 팬 / 벨 역
- 케리 엘위스 - 뚱뚱한 신사 1 / 딕 윌킨스 / 열중한 바이올린 연주자 / 손님 2 / 사업가 1 역
- 피눌라 플래너건 - 딜버 부인 역
- 스티브 밸런타인 - 장의사 / 토퍼 역
- 대릴 서바라 - 장의사 견습생 / 낡은 옷을 입은 캐럴 공연자 / 거지 소년 1 / 피터 크래칫 / 잘 차려입은 캐럴 공연자 1 역
- 라이언 오초아 - 낡은 옷을 입은 캐럴 공연자 4 / 거지 소년 2 / 어린 크래칫가 소년 / "무지" 소년 / 썰매를 끌고 가는 아이 / 타이니 팀 역
- 새미 핸래티 - 거지 소년 3 / 어린 크래칫가 소녀 / "결핍" 소녀 역
- 재키 반브룩 - 앨리 페지위그 부인 / 프레드의 처가 친척 / 잘 차려입은 캐럴 공연자 5 역
- 레슬리 맨빌 - 에밀리 크래칫 부인 역
- 몰리 C. 퀸 - 벌린다 크래칫 역
- 페이 마스터슨 - 마사 크래칫 / 손님 1 / 캐럴라인 역
- 폴 블랙손 - 손님 3 / 사업가 2 역

## 기타 제작진
- 라인 제작: 피터 M. 토비앤슨
- 배역: 스콧 볼런드, 빅토리아 버로스, 니나 골드
- 미술: 더그 장
- 세트: 캐런 오하라
- 음향 디자인: 랜디 톰

## 같이 보기
- 크리스마스 영화 목록